# ۱۳۳۸ (قمری)
۱۳۳۸ (قمری)، هزار و سیصد و سی و هشتمین سال در گاهشماری هجری قمری است. اول محرم این سال برابر با بیست و ششم سپتامبر سال ۱۹۱۹ میلادی است.

## زادگان
- سید محمد روحانی، مرجع تقلید شیعه ایرانی.

## وابسته
- محمدرضا پهلوی